# Dan Dănilă
Dan Dănilă (Sibiu, 1954) è un poeta, traduttore e pittore romeno.
Vive in Leonberg, in Germania, dal 1990. Nacque nel 1954 nel villaggio di Sura Mică vicino a Sibiu, dove si è diplomato al liceo artistico di Sibiu. Le sue poesie, racconti, traduzioni e la grafica sono stati pubblicati da importanti riviste letterarie in Romania, Germania, Danimarca, Canada e negli Stati Uniti. Ha pubblicato undici libri di poesie in romeno, e ha tradotto in romeno opere letterarie francesi e tedesche di François Villon, Rainer Maria Rilke, Wolf von Aichelburg e Georg Scherg. Per le sue traduzioni della poesia di Rilke, nel 2000, ha vinto il Premio LITERART XXI. Socio dell'Exil P.E.N. (membro di PEN International) Germania.

## Opere

### Poesie
- Dintr-un sertar (Dentro un cassetto), Thausib Press, Sibiu 1993, ISBN 973-95855-0-7
- Parcul Salvat (Il Parco salvato), Hermann Press, Sibiu 1994, ISBN 973-95901-9-5
- Fals tratat Despre Seara (Falso trattato sulla sera), 1998, ISBN 973-95901-2-8
- Poeme (Poesie), 2000
- Neliniştea din cuvinte (Irrequietezza dentro parole), 2004, ISBN 3-9809358-1-7
- Calendar poetic (Calendario poetico), Brumar Press, Timişoara 2006, ISBN 973-602-215-3
- 50 de Poeme (50 poesie), Timpul Press, Iaşi 2009, ISBN 978-973-612-348-1
- Atlantida există (Atlantide esiste), Limes Press, Cluj-Napoca 2011, ISBN 978-973-726-602-6
- Sonetele din Suabia (Sonetti di Svevia), Limes Press, Cluj 2012, ISBN 978-973-726-787-3
- Dimineață târzie (Tarda mattinata), Limes Press, Cluj 2013, ISBN 978-973-726-731-3
- Ispita labirintului (La tentazione del labirinto), Karth Press, București 2014, ISBN 978-606-93657-6-2
- Aerul călătoriilor (L'aria dei viaggi), Cenaclul de la Păltiniș Press, Sibiu, 2015, ISBN 9786068607108
- Orașe ascunse (Città nascoste), Armanis Press, Sibiu, 2016, ISBN 9786068595436
- POEMS (1973-2013). Armanis Press, Sibiu 2018, ISBN 9786069006160.
- Jurnalul lui Ulise (Il diario di Ulisse), Armanis Press, Sibiu, 2019, ISBN 9786069006641

### Traduzioni
- Poezii (Poesie) – Wolf von AICHELBURG, 1996, ISBN 973-97285-4-5
- Balade (Ballate) – François Villon, 1997, ISBN 973-97815-5-1
- Divertisment Estival (Interludio estivo) – Georg SCHERG, 1998
- Versuri (Versi) – Rainer Maria Rilke, 1999
- Poeme Alese (Poesie scelte) – Rainer Maria Rilke, 2002, ISBN 973-99499-4-0
- Cântecul Pescarilor... (La canzone dei pescatori..) – Walter Roth, 2010, ISBN 9786066040891
- Poezii (Poesie) – Wolf von AICHELBURG, 2011, ISBN 9786068341118
- Le Lais ou le Petit testament (Diata sau Testamentul mic) – François Villon, 2015, ISBN 978-973-22-1166-3